# Florida High Speed Rail

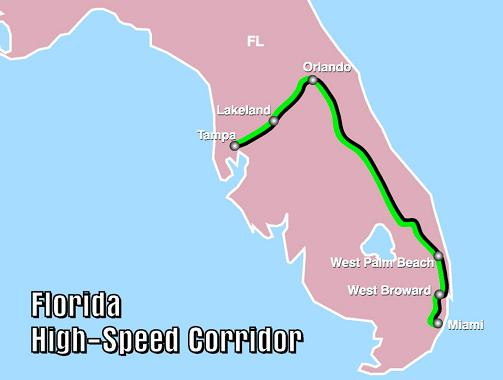
Le tracé de la ligne ferroviaire à grande vitesse telle qu'imaginée par la Federal Railroad Administration.

Florida High Speed Rail est un projet abandonné de réseau de chemin de fer à grande vitesse en Floride, aux États-Unis. Alors que l'investissement est accepté dans l'État par référendum en 2000, un nouveau référendum en 2004 rejette le projet. Le premier tronçon, planifié au départ en 2009, aurait dû relier les villes d'Orlando et de Tampa. Il aurait ensuite été prolongé vers la ville de St. Petersburg. Le réseau se serait ensuite étendu vers les villes de Miami, Fort Myers, Jacksonville, Tallahassee et Pensacola.
En dépit du refus de financement public faisant suite au référendum de 2004, la Florida High Speed Rail Authority espère dans les années suivantes toujours mettre en œuvre ce projet qui devait avoir un impact environnemental positif. En 2004, l'autorité compétente avait choisi pour élaborer le projet la firme Bombardier et en particulier sa technologie du JetTrain. Le 2 octobre 2009, Walt Disney World Resort offre une parcelle de 50 acres (202 343 m2) pour construire la gare du futur réseau à grande vitesse floridien.
En 2011, le gouverneur Rick Scott entre en fonction et n'est pas favorable au projet. Il propose une solution privatisée : Brightline. Cette dernière entre en fonction le 13 janvier 2018 entre Fort Lauderdale et West Palm Beach, puis atteint Miami le 19 mai suivant et Orlando en septembre 2023. Un projet d'extension vers Tampa est à l'étude.